# 18 Pułk Lotnictwa Transportowego

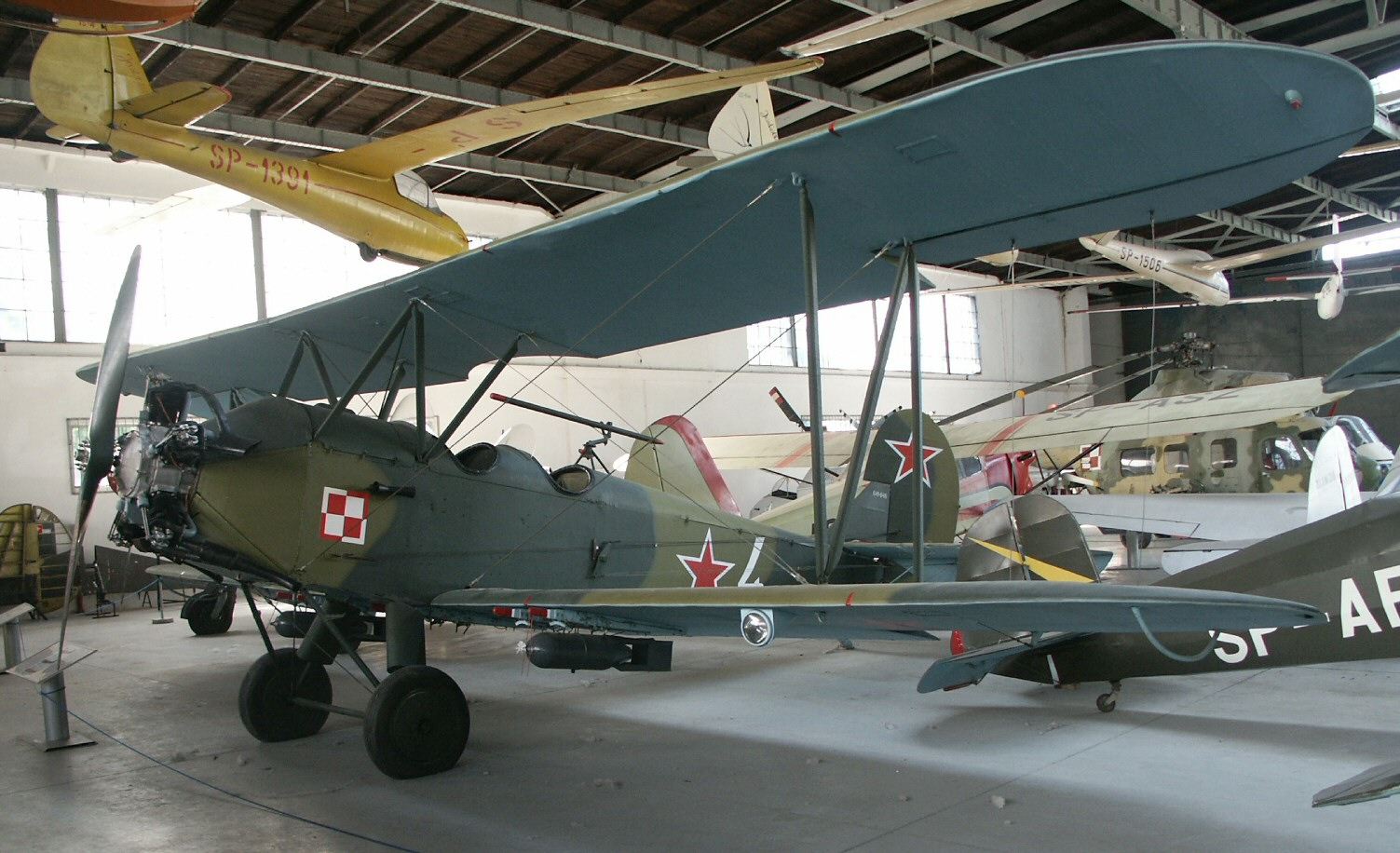
Po-2

18 Samodzielny Pułk Lotnictwa Transportowego (18 plt) – oddział lotnictwa transportowego ludowego Wojska Polskiego.

## Formowanie i zmiany organizacyjne
W lutym 1945 roku w Ałatyr na terenie Związku Radzieckiego rozpoczęto formowanie 18 Samodzielnego Pułku Lotnictwa Transportowego. 26 marca pułk przybył do Polski i rozkazem nr 046 ND WP z 29 marca 1945 roku został włączony w skład lotnictwa WP z przeznaczeniem dla lotnictwa cywilnego. Jednostka posiadała 57 samolotów Po-2.
W październiku został rozwiązany oddział lotnictwa cywilnego w Dowództwie Lotnictwa WP. Rozformowano również podległe mu jednostki lotnicze, a sprzęt przekazano Departamentowi Lotnictwa Cywilnego i „Lot”.